# Robert Grabarz
Robert „Robbie” Grabarz (ur. 3 października 1987 w Enfield Town w Londynie) – brytyjski lekkoatleta, polskiego pochodzenia (miał dziadka Polaka), specjalizujący się w skoku wzwyż.

## Kariera
Odpadł w eliminacjach na mistrzostwach Europy juniorów w Kownie (2005) oraz zajął dwunastą lokatę w finale mistrzostw świata juniorów w Pekinie (2006). Finalista młodzieżowych mistrzostw Europy z 2009. Bez powodzenia startował w 2011 na halowych mistrzostwach Europy w Paryżu. Szósty zawodnik halowych mistrzostw świata z 2012. Mistrz Europy z Helsinek (2012). Na igrzyskach olimpijskich w Londynie zdobył srebrny medal. Zwycięzca łącznej punktacji Diamentowej Ligi 2012 w skoku wzwyż. W 2013 zajął szóste miejsce na halowych mistrzostwach Europy w Göteborgu oraz ósme na mistrzostwach świata w Moskwie. Z powodu kontuzji nie wystartował w sezonie letnim 2014 i tym samym nie obronił tytułu mistrza Europy z 2012. W 2016 zdobył srebrny medal halowych mistrzostw świata w Portland, podobnie jak rok później podczas halowych mistrzostw Europy w Belgradzie. Szósty zawodnik światowego czempionatu w Londynie (2017).
Uczestnik klubowego pucharu Europy. Medalista mistrzostw Wielkiej Brytanii w hali i na stadionie (także w kategoriach juniorskich).
Rekordy życiowe: stadion – 2,37 m (23 sierpnia 2012, Lozanna), rekord Wielkiej Brytanii; hala – 2,34 m (21 stycznia 2012, Wuppertal).

## Osiągnięcia
| Rok  | Impreza                                 | Miejsce        | Lokata            | Wynik |
| ---- | --------------------------------------- | -------------- | ----------------- | ----- |
| 2005 | Mistrzostwa Europy juniorów             | Kowno          | el. – 18. miejsce | 2,05  |
| 2006 | Mistrzostwa świata juniorów             | Pekin          | 12. miejsce       | 2,05  |
| 2009 | Młodzieżowe mistrzostwa Europy          | Kowno          | 11. miejsce       | 2,18  |
| 2011 | Halowe mistrzostwa Europy               | Paryż          | el. – 23. miejsce | 2,12  |
| 2012 | Halowe mistrzostwa świata               | Stambuł        | 6. miejsce        | 2,31  |
| 2012 | Mistrzostwa Europy                      | Helsinki       | 1. miejsce        | 2,31  |
| 2012 | Igrzyska olimpijskie                    | Londyn         | 2. miejsce        | 2,29  |
| 2013 | Halowe mistrzostwa Europy               | Göteborg       | 6. miejsce        | 2,23  |
| 2013 | Mistrzostwa świata                      | Moskwa         | 8. miejsce        | 2,29  |
| 2014 | Halowe mistrzostwa świata               | Sopot          | el. – 11. miejsce | 2,25  |
| 2015 | Superliga drużynowych mistrzostw Europy | Czeboksary     | 6. miejsce        | 2,22  |
| 2015 | Mistrzostwa świata                      | Pekin          | el. – 18. miejsce | 2,26  |
| 2016 | Halowe mistrzostwa świata               | Portland       | 2. miejsce        | 2,33  |
| 2016 | Mistrzostwa Europy                      | Amsterdam      | 2. miejsce        | 2,29  |
| 2016 | Igrzyska Olimpijskie                    | Rio de Janeiro | 4. miejsce        | 2,33  |
| 2017 | Halowe mistrzostwa Europy               | Belgrad        | 2. miejsce        | 2,30  |
| 2017 | Mistrzostwa świata                      | Londyn         | 6. miejsce        | 2,25  |
| 2018 | Halowe mistrzostwa świata               | Birmingham     | 9. miejsce        | 2,20  |